# Lijst van voetbalinterlands Curaçao - Saint Lucia
Deze lijst van voetbalinterlands is een overzicht van alle officiële voetbalwedstrijden tussen de nationale teams van Curaçao en Saint-Lucia. De landen speelden tot op heden vier keer tegen elkaar. De eerste ontmoeting, een kwalificatiewedstrijd voor de Caribbean Cup 2012, werd gespeeld in Gros Islet op 21 oktober 2012. Het laatste duel, een kwalificatiewedstrijd voor het Wereldkampioenschap voetbal 2026, vond plaats op 6 juni 2025 in Willemstad.

## Wedstrijden
| № | Plaats         | Datum            | Competitie                      | Wedstrijd             | Uitslag |
| - | -------------- | ---------------- | ------------------------------- | --------------------- | ------- |
| 1 | Gros Islet     | 21 oktober 2012  | Caribbean Cup 2012 kwalificatie | Saint Lucia – Curaçao | 5 – 1   |
| 2 | Saint George's | 6 september 2024 | CONCACAF Nations League 2024/25 | Saint Lucia − Curaçao | 2 − 1   |
| 3 | Willemstad     | 18 november 2024 | CONCACAF Nations League 2024/25 | Curaçao − Saint Lucia | 4 − 1   |
| 4 | Willemstad     | 6 juni 2025      | WK 2026 kwalificatie            | Curaçao − Saint Lucia | 4 − 0   |

## Samenvatting
| Competitie                 | Totaal gespeeld | Winst Curaçao | Gelijk | Winst Saint Lucia | Doelsaldo Curaçao – Saint Lucia |
| -------------------------- | --------------- | ------------- | ------ | ----------------- | ------------------------------- |
| WK-kwalificatie            | 1               | 1             | 0      | 0                 | 4 − 0                           |
| CONCACAF Nations League    | 2               | 1             | 0      | 1                 | 5 − 3                           |
| Caribbean Cup-kwalificatie | 1               | 0             | 0      | 1                 | 1 − 5                           |
| Totaal                     | 4               | 2             | 0      | 2                 | 10 − 8                          |

Wedstrijden bepaald door strafschoppen worden, in lijn met de FIFA, als een gelijkspel gerekend.